# Route nationale 45
La route nationale 45 (RN 45 o N 45) è stata una strada nazionale francese che partiva da Douai e terminava a Rouvignies. Con i declassamenti del 2006 è stata totalmente trasformata in strada dipartimentale.

## Percorso
L’originaria N45 aveva inizio a Marle, dove si staccava dalla N2 per procedere verso nord-ovest e, a partire da Le Hérie-la-Viéville, verso nord, passando per Guise. Questa porzione di strada ha oggi il nome di D946. Nel dipartimento del Nord assume invece la denominazione di D934. Presso La Groise incrociava l'allora RN39 (poi divenuta RN43), cui la collegava anche la RN45a. Dopo Landrecies, continuava verso nord per virare a nord-ovest solo in prossimità di Valenciennes, che attraversava. Oltrepassata la città raggiungeva la frontiera con il Belgio presso Maulde: questa parte finale fu declassata a D169.
Negli anni settanta la numerazione N45 passò ad indicare la strada attualmente conosciuta come D645. Il tratto compreso tra Douai ed Aniche, passante per Dechy e Guesnain, apparteneva inizialmente alla N43, mentre quello fra Aniche e Rouvignies, che serve anche Abscon, Escaudain e Denain, era chiamato N43a. Ad esso si aggiungeva un ultimo troncone, già parte della prima N45, che collegava Valenciennes a Curgies attraverso Marly e che oggi fa parte della D934.